# Zoon van de Hemel
Zoon van de Hemel was vroeger een naam voor de keizer van China. Deze benaming ontstond in de Zhou-dynastie en werd tot het einde van de laatste Chinese dynastie (Qing-dynastie) in 1911 gebruikt. De keizer beriep er zich op zijn macht van de Hemel (天) te hebben gekregen. Het volk moest dus accepteren dat hij de keizer was en niemand anders, hij was gekozen door de Hemel. Met Hemel bedoelde men de heerser van de hemel, God. Maar hierbij moet men niet denken aan de monotheïstische opvatting van God.